# Burg Ringenberg
Die Burg Ringenberg, auch Ringenburg genannt, ist die Ruine einer Spornburg auf einem 800 m ü. NN hohen Geländevorsprung bei dem Ortsteil Ringenberg der Gemeinde Maierhöfen im schwäbischen Landkreis Lindau (Bodensee) in Bayern.

## Geschichte
Die Burg wurde um 1230 von den Herren von Ringenberg erbaut und 1291 erstmals erwähnt mit einem Ritter von Ringenburg, auch von Horben zu Ringenberg genannt. Die Horben zu Ringenberg waren Ritter und Dienstmannen der Grafen von Montfort-Bregenz. Mitte des 15. Jahrhunderts ging die Burg in den Besitz der Horben zu Ringenberg über und wurde von ihnen wegen Überschuldung 1776 an den Bauer Anton Wagner (ab da „Schlossbauer“ genannt) verkauft und verfiel nach 1776. 1832 starb das Geschlecht der Horber mit dem Freiherrn Anselm von Horben zu Ringenberg aus. Der Burgturm blieb noch bis 1892 bewohnt.

## Beschreibung
Die ehemalige Burganlage verfügte über eine 33 mal 20 Meter große Hauptburg mit einem Rundturm in der Nordecke und der Südspitze, einen sichelförmigen Halsgraben im Nordwesten und eine 70 mal 50 Meter große Vorburg im Westen. Heute zeigt die Anlage nur noch Mauerreste der Haupt- und Vorburg sowie Turmreste und Reste des Halsgrabens.